# Ochrosia grandiflora
Ochrosia grandiflora là một loài thực vật thuộc họ Apocynaceae. Đây là loài đặc hữu của New Caledonia. Chúng hiện đang bị đe dọa vì mất môi trường sống.